# الکسی رینو
الکسی رینو (فرانسوی: Alexis Raynaud‎؛ زادهٔ ۱۹ اوت ۱۹۹۴) یک تیرانداز اهل فرانسه است.
وی در مسابقات کشوری و بین‌المللی در مجموع برندهٔ ۱ مدال نقره، ۱ مدال برنز شده‌است.